# Internazionali d'Italia 1968
Gli Internazionali d'Italia 1968 sono stati un torneo di tennis giocato sulla terra rossa. È stata la 25ª edizione degli Internazionali d'Italia, l'ultima dell'era amatoriale. Sia il torneo maschile sia quello femminile si sono giocati al Foro Italico di Roma in Italia.

## Campioni

### Singolare maschile
Tom Okker ha battuto in finale  Bob Hewitt  10-8, 6–8, 6–1, 1–6, 6–0

### Singolare femminile
Lesley Turner-Bowrey  ha battuto in finale  Margaret Court con il punteggio di 2–6, 6–2, 6–3

### Doppio maschile
Tom Okker - Marty Riessen  hanno battuto in finale   Allan Stone -  Nicholas Kalogeropoulos  6–3, 6–4, 6–2

### Doppio femminile
Margaret Smith Court -  Virginia Wade  hanno battuto in finale  Annette Van Zyl du Plooy -  Patricia Walkden  6–2, 7–5

### Doppio misto
Margaret Smith Court -  Marty Riessen  hanno battuto in finale  Virginia Wade -  Tom Okker  8–6, 6–3